# داج توماهاک

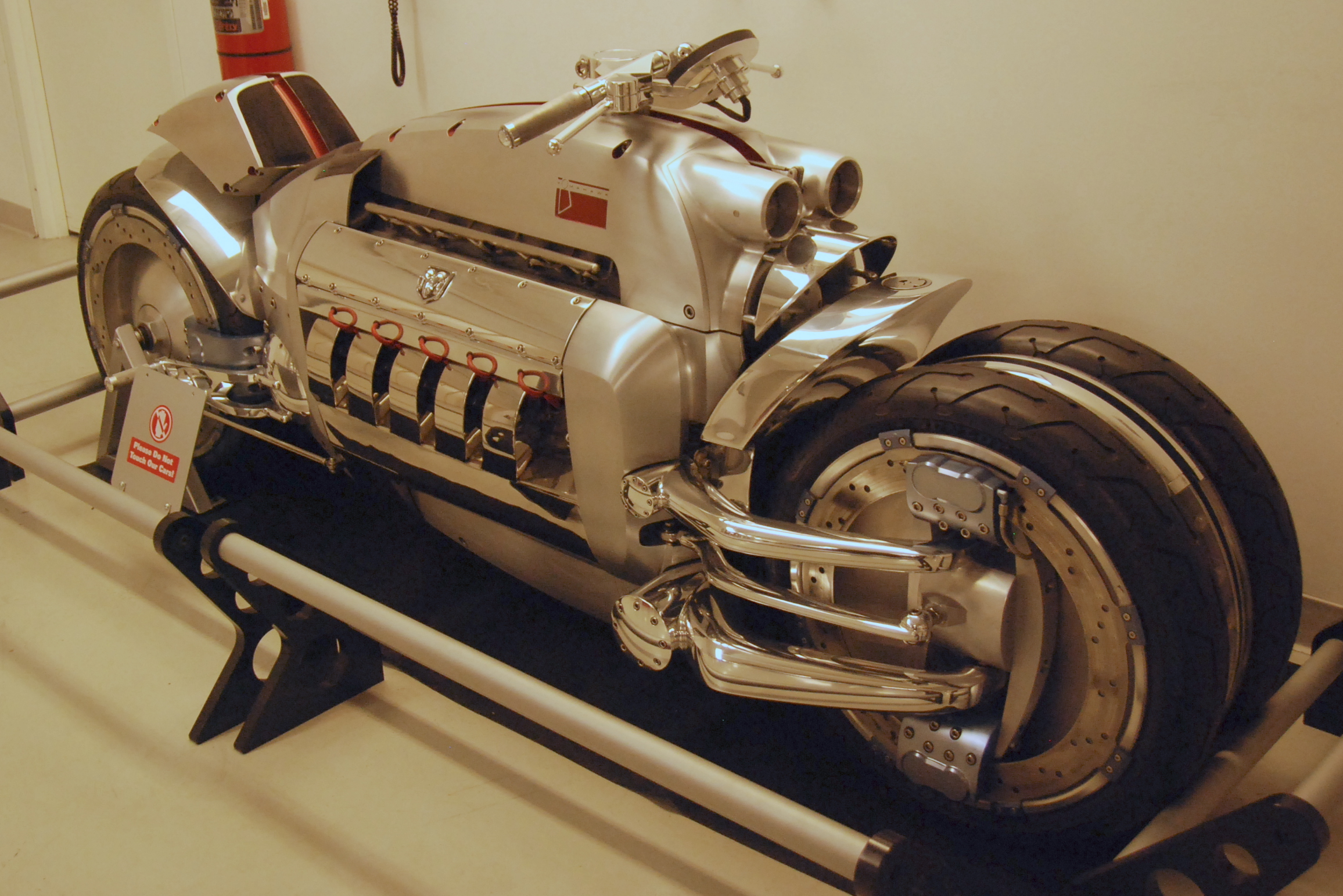
نمایی از داج توماهاک

داج توماهاک یک موتور سیکلت مدل مفهومی جاده ای است که شرکت داج در سال ۲۰۰۳ آن را تولید کرد. محور عقب و پیشرانه آن تولید شرکت مونوکو می‌باشد. بدنه آن از ورقه آلومینیمی فوق سبک و بسیار محکم ساخته شده‌است. صندلی راننده بر روی محور انتقال قدرت یعنی قسمت عقب آن قرار دارد و این موضوع باعث خواهد شد موتورسیکلتی با وزن ۶۸۰ کیلوگرم بسیار با اهمیت است به خاطر اینکه با کمترین اشتباه ممکن است حادثه ای جبران ناپذیر به وجود آید. این موتور یک پیشرانه ۱۰ سیلندر آلومینیمی داج وایپر 20srt10 سوپاپه V شکل با حجم ۸۲۷۷ سی سی بهره می‌برد.